# Слеттбергсбанан
Стадион «Сле́ттбергсба́нан» (швед. Slättbergsbanan) — бывшее спортивное сооружение в Тролльхеттане, Швеция. Сооружение было предназначено для проведения матчей по хоккею с мячом. Арену для домашних игр использовала команда по хоккею с мячом Грипен. Трибуны спортивного комплекса вмещали 6000 зрителей.
Открыта была арена в 1972 году. Рекорд посещаемости равен 5740 человек, был установлен в матче, Грипен - Венерсборг чемпионата Швеции 2001-2002 годов.
В 2009 году стадион прекратил своё существование, на его месте была возведена крытая арена Слеттбергсхаллен.

## Информация
Адрес: Тролльхеттан, Gärdhemsvägen, 29 (Trollhättan)